# Czego nie robi się z miłości?
Czego nie robi się z miłości? – druga część opowieści o paczce przyjaciół z Leeds.

## Treść
Chloe dostaje maila od Jacka. Ma on dla niej niespodziankę. Wkrótce spotyka go w centrum handlowym i umawiają się na wyjście do klubu. Niestety, Chloe widzi go, jak całuje inną dziewczynę i postanawia porozmawiać z Natalie, jego siostrą. Wyjaśnia jej ona, że Jack nikogo nie traktuje poważnie. Chloe zaprasza Jacka na łyżwy. Rozmawia z nim i rozstaje się z nim, bo kłamał.
Jasmin ma randkę z Sanjayem w muzeum. Niestety, mama nie pozwala jej tam pójść. Sanjay jest załamany i myśli, że Jasmin go nie lubi gdy spotykają się w szkole, Jasmin mówi mu, że go kocha i zostają parą. Jasmin mówi mamie, że zamierza trenować piłkę nożną. Jej mama odkrywa kłamstwo, ale nie jest wściekła na córkę, bo widzi, że myliła się co do Sanjaya.
Nick wciąż kocha Chloe i wierzy, że zmieni ona swoje zdanie o Jacku. Niestety on przyjeżdża do Leeds. Mama Nicka ma problemy ze spłatą długów, które wciąż rosną. Babcia Nicka obwinia o to swojego zięcia i wściekły Nick wybiega z domu. Spotyka Sinead, która chce, aby pomógł on jej w zadaniu domowym. Nick organizuje drużynę piłkarską w szkole. Zapisuje się do niej Sinead, która chce się do niego zbliżyć.
Ojciec Sanjaya wciąż uważa, że grafika komputerowa to idiotyczny pomysł na jego przyszłość. Chce, aby syn mimo wszystko został prawnikiem i zaprasza nawet do domu swoich kolegów, którzy wciąż wypytują chłopaka o plany na przyszłość. Sanjay zabiera Rani na lodowisko, gdzie dziewczynka zaprzyjaźnia się z Sinead.
Wciąż zakochana w Nicku, Sinead stara się do niego zbliżyć. Chloe pomaga jej z nowymi ubraniami. Niestety, on wciąż nic do niej nie czuje, ale gdy jeżdżą na łyżwach, trzyma ją za rękę. Nagle Sinead upada i łamie kostkę. Nick proponuje jej zorganizowanie cheerleaderek, bo wie, że Sinead nie będzie mogła trenować przez kilka miesięcy.

## Bohaterowie
- Chloe Sanderson – córka Suzy Sanderson, prezenterki lokalnej telewizji. Jest ładna i modnie się ubiera. Chodzi z Jackiem Kemptonem, ale z nim zrywa, gdy dowiaduje się o jego kłamstwach. Uczy się w liceum Lockbridge.
- Jasmin Johnson – jej rodzina pochodzi z Karaibów. Matka Jasmin uważa, że najlepiej jest utrzymywać kontakty z ludźmi tej samej rasy, ale Jasmin jest temu przeciwna. Chodzi z Sanjayem.
- Nick Bowen – sportowiec. Jest zakochany bez wzajemności w Chloe. Organizuje drużynę piłkarską w Lockbridge.
- Sanjay Fraser – komputerowiec. Uważa, że komputer jest lepszy niż człowiek dopóki nie zaprzyjaźnia się z Chloe, Nickiem i Sinead. Jego ojciec pochodzi z Kanady, a matka jest Hinduską. Ma młodszą siostrę. Chodzi z Jasmin.
- Sinead Flaherty – niezbyt popularna dziewczyna w szkole. Jej matka otrzymuje spadek po kuzynie. Jest zakochana w Nicku.
- Suzy Sanderson – matka Chloe, prezenterka telewizyjna.
- Edward Sanderson – ojciec Chloe, bije jej matkę.
- Josephine Johnson – matka Jasmin. Uważa, że jej córka powinna się zadawać wyłącznie z dziećmi z Karaibów.
- Harry Johnson – ojciec Jasmin. Został pobity przez chuliganów w Londynie. Właściciel kafejki "Nad Kanałem".
- Jenny Bowen – matka Nicka, pracuje u Johnsonów.
- Joan Andrews – babcia Nicka, u której mieszka wraz z matką.
- Duncan Fraser – ojciec Sanjaya, naukowiec.
- Dipti Fraser – matka Sanjaya, naukowiec i pisarka.
- Rani Fraser – młodsza siostra Sanjaya. Choruje na zespół Downa.
- Kathleen Flaherty – matka Sinead.
- Shaun Flaherty – ojciec Sinead.
- Erin Flaherty – młodsza siostra Sinead.
- Jack Kempton – ukochany Chloe. Przystojny, ale niestały w uczuciach amant. Spotykał się z wieloma dziewczynami i zapewniał je, że każda jest dla niego "tą jedyną".
- Natalie – siostra Jacka.
- Nathan Reed – przełożony Suzy Sanderson.